# サッチャー彗星
サッチャー彗星（サッチャーすいせい、英語: C/1861 G1 (Thatcher)）は、公転周期約415年の長周期彗星。1861年4月5日、A. E. サッチャーによって発見された。次に地球に接近するのは2283年頃と予想されている。この彗星は4月こと座流星群の母天体であると考えられている。ドイツのCarl Wilhelm Bäker も独立してこの彗星を発見していた。1861年5月5日に地球から約0.335 天文単位 (au) （約5000万 キロメートル）の位置を通過し、1861年6月3日に近日点（太陽に最も近づく位置）を通過した。
200年以上の公転周期を持ち、2度目の近日点通過が観測されていないため、C/1861 G1 は長周期の「非周期彗星」として掲載されている。2283年に2回の回帰が観測されれば、周期彗星であることを示す仮符号（P/）が付けられることになる。